# Saint-Ondras
Saint-Ondras är en kommun i departementet Isère i regionen Auvergne-Rhône-Alpes i sydöstra Frankrike. Kommunen ligger i kantonen Virieu som tillhör arrondissementet La Tour-du-Pin. År 2022 hade Saint-Ondras 661 invånare.

## Befolkningsutveckling
Antalet invånare i kommunen Saint-Ondras
Referens:INSEE